# Zieglmühle
Zieglmühle ist ein Gemeindeteil der Stadt Vohenstrauß im Oberpfälzer Landkreis Neustadt an der Waldnaab.

## Geographische Lage
Der Weiler liegt am Westufer der Luhe auf der Gemarkung Waldau, etwa 6 km nordwestlich von Vohenstrauß und 700 m nordöstlich von Roggenstein. 250 m südlich mündet der Pointgraben in die Luhe.

## Geschichte
Zieglmühle hieß ursprünglich Tristelrieth. Die Endung -rieth weist darauf hin, dass Zieglmühle zu den deutschen Rodungssiedlungen gehört, die vom 11. bis 13. Jahrhundert an der Luhe und ihren Nebenflüssen entstanden.
Im 19. Jahrhundert gehörte Zieglmühle mit 5 Anwesen zur Gemeinde Waldau, Landkreis Vohenstrauß und zur Pfarrei Vohenstrauß, Filiale Altenstadt. Mit der Bildung der Steuerdistrikte im Jahr 1808 wurde Waldau ein Steuerdistrikt. 1809 gehörte Zieglmühle zur Herrschaft Waldau, 1821 zur mittelbaren patrimonialgerichtischen Ruralgemeinde Waldau.
Als am 1. Januar 1972 im Rahmen der Gemeindegebietsreform die Gemeinde Waldau nach Vohenstrauß eingegliedert wurde, wurde Zieglmühle Ortsteil von Vohenstrauß.

### Einwohnerentwicklung in Zieglmühle ab 1838
| Jahr | Einwohner | Gebäude |
| ---- | --------- | ------- |
| 1838 | 18        | 4       |
| 1871 | 22        | 15      |
| 1885 | 20        | 4       |
| 1900 | 23        | 4       |
| 1913 | 25        | 4       |

| Jahr | Einwohner | Gebäude |
| ---- | --------- | ------- |
| 1925 | 18        | 4       |
| 1950 | 30        | 4       |
| 1961 | 21        | 4       |
| 1970 | 20        | k. A.   |
| 1987 | 19        | 4       |